# 别廖佐沃农村居民点 (波德戈连斯基区)
别廖佐沃农村居民点（俄语：Берёзовское сельское поселение）是俄罗斯联邦沃罗涅日州波德戈连斯基区所属的一个农村居民点。其下辖有6个居民点，行政中心为萨古内。据2016年统计，该农村居民点的人口为1408人。